# USS Carl Vinson (CVN-70)
USS Carl Vinson (CVN-70) é um super-porta-aviões de propulsão nuclear norte-americano da classe Nimitz.
O navio da Marinha dos Estados Unidos, recebeu o nome do congressista do estado americano da Georgia, Carl Vinson.
Ao longo da carreira, o USS Carl Vinson participou de várias operações militares, incluindo o bombardeio do Iraque de 1996, a Operação Southern Watch, a invasão do Iraque de 2003 e a Operação Liberdade Duradoura.
|  |

## Ajuda Humanitária ao Haiti
Em 13 de janeiro de 2010, um dia após terremoto de proporções catastróficas no Haiti, o USS Carl Vinson foi redirecionado de sua posição no Atlântico Norte para a ilha caribenha, para contribuir para os esforços de ajuda. Após receber as ordens do Comando do Sul, o grupo de batalha capitaneado pelo Carl Vinson navegou até Mayport, Florida onde recebeu suprimentos adicionais e helicópteros. Os navios chegaram ao largo de Porto Príncipe  em 15 de janeiro de 2010 para iniciar as operações
O Carl Vinson é usado como base avançada para transporte de suprimento para terra e de transporte de feridos para o hospital da nave e também produz água potável para a população civil, utilizando as quatro unidades de dessalinização a bordo.

## Honrarias condecorações
- Battle "E" - 1990, 1996, 1998, 2001, 2004 e 2011
- Meritorious Unit Commendation - 1985, 1995, 1996, 1999 e 2012
- Navy Unit Commendation – 1998 e 2001
- Vice almirante James H. Flatley Memorial Safety Award – 1985, 1988, 1994 e 1996
- Marjorie Sterrett Battleship Fund Award – 2004